# Rhaptopetalum depressum
Espèce
Statut de conservation UICN

 EN  : En danger
Rhaptopetalum depressum est une espèce de plante à fleurs de la famille des Lecythidaceae endémique du Cameroun.

## Description
Rhaptopetalum depressum est un arbuste qui possède des feuilles persistantes et vit dans la forêt submontagneuse du Cameroun.

## Classification
Rhaptopetalum depressum appartient à l'ordre des Ericales, à la famille des Lecythidaceae et au genre Rhaptopetalum.

## Biodiversité
Rhaptopetalum depressum est classé en danger.